# Madárdomb
A Madárdomb Budapest városrésze a XVII. kerületben, modern, zöldövezeti villanegyed, mely a nagyméretű, belső többszintes, iker jellegű, de építészetileg és helyrajzilag is önálló családi házairól ismert elsősorban. A villanegyed jelleget az itt élő lakosság társadalmi-gazdasági háttere is alátámasztja, mivel a városrész lakosságának 46.7%-a rendelkezik diplomával, ami több, mint kétszerese a kerületi átlagnak és országosan is az egyik legmagasabb érték, ezen felül a magas presztízsű munkakörben foglalkoztatottak aránya is messze itt a legmagasabb a kerületen belül. A 155 méter magas dombon fekvő városrész az elnevezését az itt található, főként madarakról elnevezett utcanévbokorról nyerte.

## Fekvése
A Madárdomb a XVII. kerület belvároshoz közeli nyugati részén, egy tengerszint felett 155 méter magasságú dombon helyezkedik el (a Duna budapesti vízszintje tengerszint felett 96 méteren fekszik). A Pesti út felől a Madárdomb irányába haladva látványosan emelkedik az úthálózat szintje, mely emelkedés egészen a városrész közepéig, az Uszoda utcáig tart, így a városrész házainak nyugati irányba néző tetőtéri ablakaiból és teraszairól a Gellért-hegy és a Budai-hegység panorámája látszik. A ferihegyi Liszt Ferenc repülőtér relatív közelségével kapcsolatban sok téves információ kering a városrész kapcsán, ezzel szemben, mivel a reptér több, mint 5 km légvonalbeli távolságban található, így a zajmérések is megerősítik, hogy a terület kívül esik a legalacsonyabb mért zajértékek határán is.
A szomszédos városrészek: Akadémiaújtelep, Rákoskeresztúr, Rákoshegy (közvetlen szomszédja a felső-rákoshegyi villanegyed és a Madárdomb utáni legfrissebb beépítés a kerületben, a Helikopter-lakópark). Határai: Aranylúd utca, Lázár Deák utca, Újlak utca, Flamingó utca.

### Megközelítése

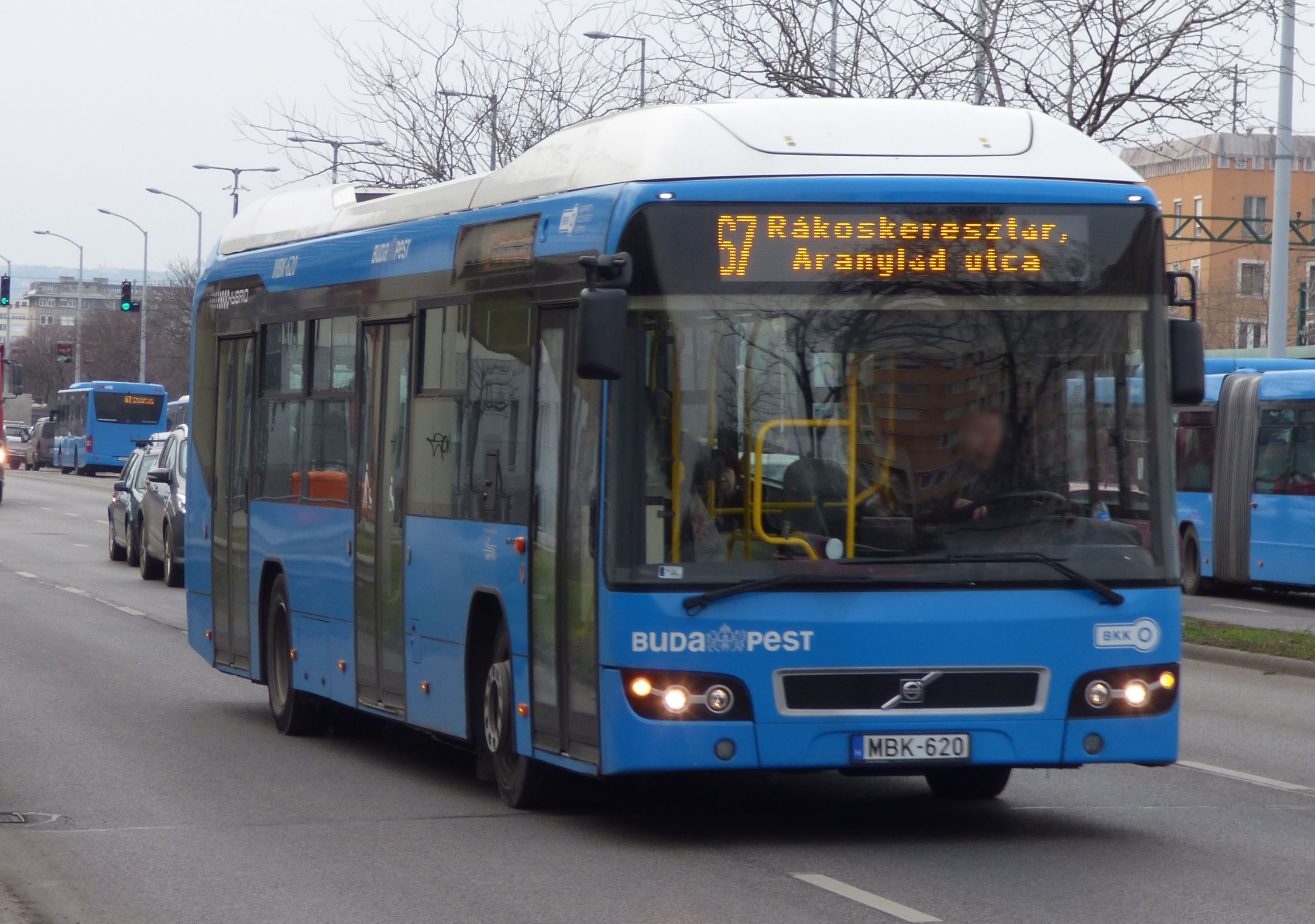
Volvo 7700 Hybrid, mint madárdombi 67-es busz

A városrésznek gyakorlatilag önálló buszjárata van 67-es jelzéssel, amely az Örs vezér terére és az M2-es metróhoz érkezik meg 19-22 perces menetidővel, így rövid utazással elérhető a város metróhálózata és a belváros, valamint az Örs vezér terén az Árkád bevásárlóközpont illetve a SUGÁR Üzletközpont és multiplex mozi.
Rövid gyaloglással a Pesti út Borsó utca megállójából elérhetőek a 97E, 161, 161A, 161E, 169E, 261E járatok, melyekkel szintén az Örs vezér terére juthatunk, a 162, 262 autóbuszokkal Kőbánya városközpontba érkezhetünk, a 202E autóbuszokkal pedig Kőbánya-Kispest és az M3-as metróvonal érhető el közvetlen járattal. A 198-as járat pedig Dél-Pestről érkezik, és halad tovább Rákoscsaba–Újtelep felé és ezzel könnyen elérhetővé teszi Rákoskeresztúr városközpontot és a Keresztúr piacot. A belvárosból éjszaka is könnyen, átszállásmentesen elérhető a városrész, a 956, 990 éjszakai járatok is megállnak a Borsó utcai megállóban.
A városrész keleti feléből néhány perces gyaloglással elérhető Rákoshegy vasútállomás és a Budapest–Újszász–Szolnok-vasútvonal, amellyel 14 perces menetidővel lehet a Keleti pályaudvarra beutazni, de már tervezés alatt áll a városrész önálló vasúti megállója is Madárdomb néven, így még egyszerűbben elérhetővé válik a vasúti hálózat és a belváros.

## Története
A II. világháború után a Magyar Tudományos Akadémia újabb két területére készült rendezési terv, amiken a földreform során házhelyeket osztottak ki, és amiket a keresztúri képviselőtestület belterületbe is vont, mint a későbbi Madárdomb és Akadémiaújtelep, azonban ezt követően újra mezőgazdasági művelés alá kerültek.
A terület az 1980-as évek második felében kezdett beépülni, az ide betelepülők jelentős számban a kerületen kívülről érkezett felső-középosztálybeliek voltak, olyan anyagi körülmények birtokában, melyek lehetővé tették számukra az építkezést vagy újonnan épült ingatlan vásárlását. A kiegyensúlyozott anyagi lehetőség klasszikusan megmutatkozik a városrész képzettségi színvonalában is, ugyanis a stabil anyagi helyzet lehetőséget nyújt többek közt arra is, hogy a fiatalok túlnyomó többségben felsőfokú képzésben vegyenek részt. Ugyancsak fontos tényezője a madárdombi mutatóknak az a tény, hogy a betelepülők között nagy volt az aránya a diplomásoknak, ami jellemzi ma is a városrészt.

## Környezet
A városrésznek saját uszodája van Újlak Uszoda és Strand néven, de saját gyógyszertára, orvosi rendelője, bölcsödéje, óvodája, cukrászdája, éttermei és edzőterme is van a területet átszelő központi Uszoda utca mentén. A Madárdomb észak-nyugati sarkánál, séta távolságra helyezkedik el a Pesti úti Tesco hipermarket, vele szemben pedig Lidl, Aldi, Rossmann és Mömax áruház is található.
A Madárdomb 1 km-es körzetében az alábbi oktatási intézmények találhatóak: Balassi Bálint Nyolcévfolyamos Gimnázium (az ország 24. legjobb középiskolája), Pál Apostol Katolikus Általános Iskola és Gimnázium (az ország 44. legjobb középiskolája), Kőrösi Csoma Sándor Általános Iskola és Gimnázium, Békésy György Szakközépiskola, Czimra Gyula Általános Iskola, Újlak Utcai Általános és Magyar-Angol Két Tanítási Nyelvű Iskola, Podmaniczky János Evangélikus Óvoda és Általános Iskola.
A városrészből kerékpárral vagy autóval néhány percen belül elérhető a 40 hektáros Merzse-mocsár Természetvédelmi Terület tele növényritkaságokkal, gazdag madárvilággal, ami Budapest egyik legháborítatlanabb vizes élőhelye. 2012-ben építették ki a 15 állomásos tanösvényt tájékoztató táblákkal, több védett madárfaj is költ itt rendszeresen, mint pl. barna rétihéja, bölömbika, nádi rigó, vízityúk, megfigyelhető többek közt gyurgyalag, kakukk, vércse, karvaly, vörös vércse és fácán illetve fogoly is sűrűn előfordul, de nyulakat, őzet, rókát is gyakran pillanthatunk meg.
Szintén a Madárdombtól közvetlenül délre található a Keresztúri-erdő óriási zöldfelülete, ahol futókört, tisztást, padokat és tűzrakóhelyeket is kialakítottak az elmúlt években. Ezen felül az 5 km-es tanösvény állomásai bemutatják a hely élővilágát, Pest régi határköveit, a 301-es parcellát és emléket állítanak az 1944-es Attila védelmi vonalaknak.
De szintén kerékpár távolságra elérhető a Naplás-tó, a főváros második legnagyobb természetvédelmi területe a maga 150 hektárjával, egyben az egyik legértékesebb ökológiai területe, ami rendkívüli gazdagsággal őrizte meg a patak menti láprétek sajátos növény- és állatvilágát. A tanösvények mentén pedig amatőrcsillagászati megfigyelőpontok is találhatók.